# Xestia decorata
Xestia decorata là một loài bướm đêm trong họ Noctuidae.